# L'Arroseur
L'Arroseur (tiếng Anh: Watering the Flowers) là một phim hài câm ngắn của Pháp năm 1896 do Georges Méliès đạo diễn. Nó được phát hành bởi công ty của Méliès Star Film và được đánh số 6 trong danh mục phim. 
Phim được thực hiện để bắt chước bộ phim nổi tiếng hơn của Louis Lumière là phim L'Arroseur Arrosé. Hiện nay phim được giả định là đã thất lạc.